# Gemeiner Seehase
Der Gemeine Seehase (Aplysia punctata) ist eine der verbreitetsten Arten der Seehasen im Europäischen Raum. Charakteristisch sind auf dem Rücken um die atrophierte, eingewachsene Schale wachsende Parapodiallappen, eine rot-rotbraune, oder olivgrün-schwarze Hautfarbe und Punktmuster bzw. Maserungen.

## Äußere Merkmale
Körperform

Der Gemeine Seehase hat einen ungleichförmigen, längssymmetrischen Körper.
Er besteht aus drei Abschnitten: einem Kopfbereich, der nahtlos in einen längeren, sich verbreiternden Halsbereich übergeht.
Der Halsbereich mündet wiederum in einen voluminösen Hinterleib, der in etwa die Hälfte der Körperlänge ausmacht.
Kopf

Am Vorderende des Kopfes befinden sich in Schlundnähe zwei Tentakel, die eine flächig eingerollte Form haben.
Aus hinteren Oberkopf bzw. Anfang des Halsbereichs wachsen zwei Rhinophoren.
Die Rhinophoren besitzen eine Kerbe, die etwa zwei Drittel ihrer Länge ausmacht.
Auf der Innenoberfläche sind Chemorezeptoren und Neuronen, die sie an das Nervensystem anbinden.
Mit ihnen werden u. a. Nahrungsquellen wahrgenommen.
Wenig unter den Rhinophoren sind zwei dunkle, punktförmige Augen mit einem gelben Rand.
Hinterleib

Im Hinterkörper gibt es eine Schale.
Im Rahmen der evolutionären Rückbildung ist sie nur noch sehr dünn und vollkommen von Haut umschlossen.
Sie bedeckt den Eingeweidesack.
Etwa von der Körpermitte wachsen oben auf dem Hinterkörper zwei Parapodiallappen seitlich aus.
Sie umschließen das Gebiet der Schale.
Oberhalb wachsen zwischen den Parapodiallappen auf dem Rücken Federkiemen aus.
Sie werden von den Parapodiallappen bedeckt und damit geschützt.
Farbe

Die Farbe jüngerer Tiere ist rot bis rotbraun.
Ältere erwachsene Tiere haben eine dunklere Farbe, die von olivgrün über braun bis fast schwarz variiert.
Die Färbung ist auf aufgenommene Farbstoffe zurückzuführen und somit auch der mit dem Alter kommende Farbwechsel ernährungsbedingt.
Oberflächenmuster

Aplysia punctata weist meist Oberflächenmuster auf.
Diese können aus weißen, schwarzen, grauen, dunkelbraunen feinen bis mittleren Punkten bestehen, die sich mitunter aber auch zu Flecken mit Satellitenpunkten konzentrieren.
Beobachtet werden auch Linien, die eine Maserung geben.
Die Punkte sind meist auf dem Körper gleichmäßig verteilt.
Streckenweise gibt es aber auch Konzentrationen und punktlos wirkende Gebiete.
Das Oberflächenmuster gibt ihnen den Artenbeisatz punctata.
Größe

Aplysia punctata ist von eher moderater Größe innerhalb der Gattung der Aplysia.
Es wurden Exemplare von 2 bis 4 cm gesichtet.
Sie werden aber auch bis zu 20 cm groß.

## Lebensweise
Ernährung

Seehasen ernähren sich vegetarisch.

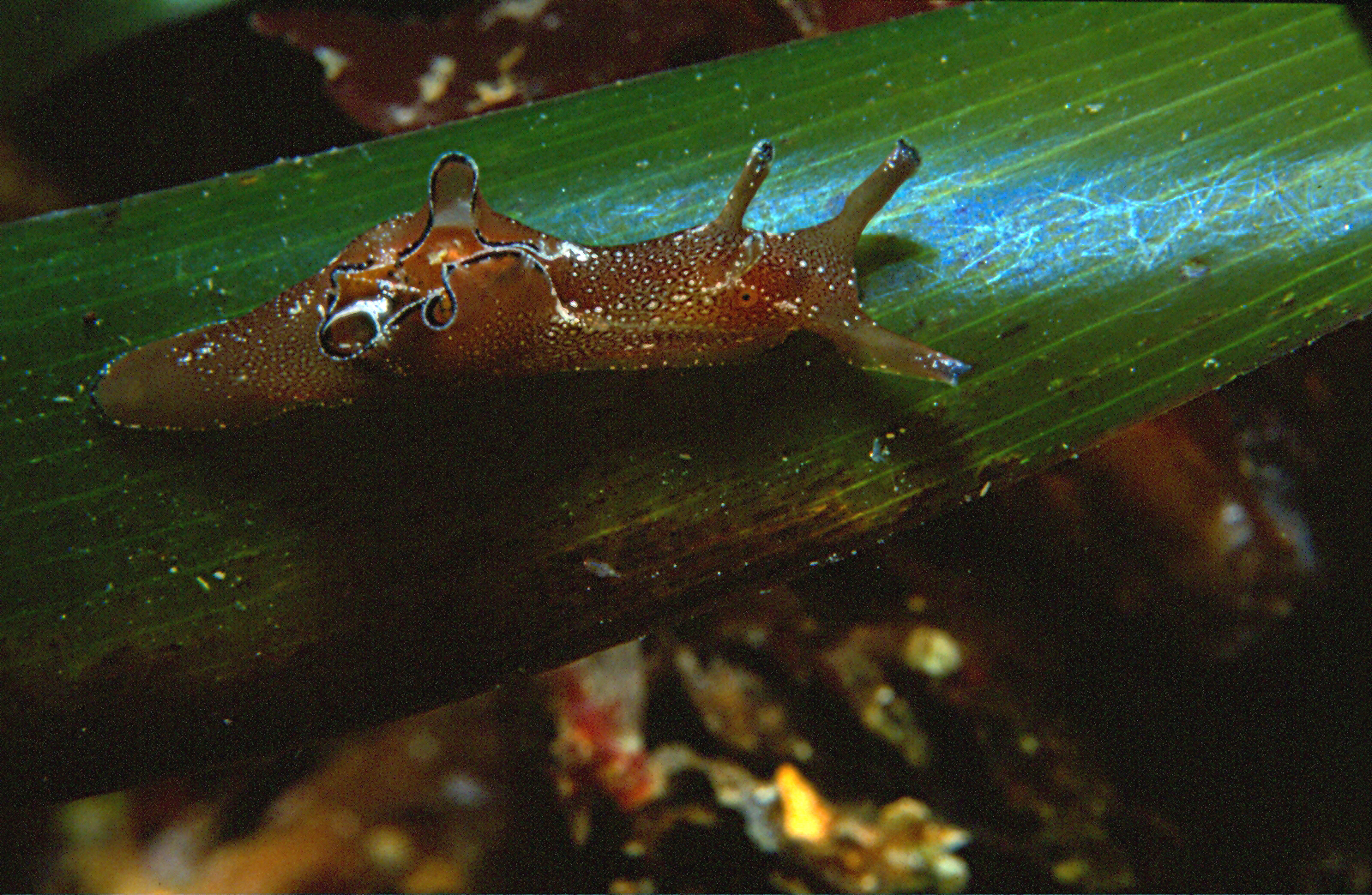
Aplysia punctata: Jungschnecke auf Blatt

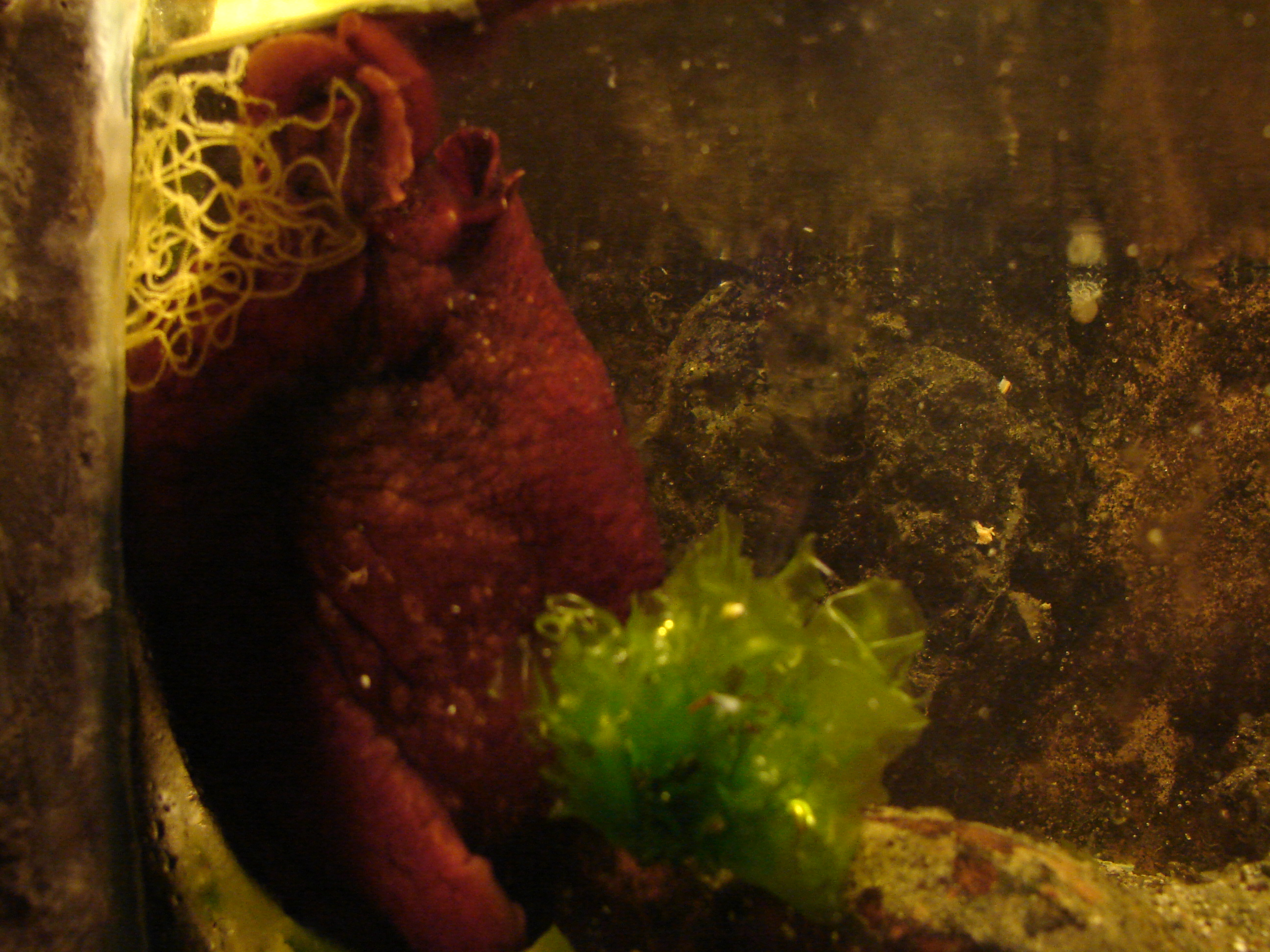
Aplysia punctata: mit Laichschnüren

Jüngere Seehasen bevorzugen weichere Rotalgenarten.
Sie bewegen sich auf deren Blättern, weiden sie systematisch ab und verzehren mit ihnen die darauf lebenden Algen.
Ältere Schnecken ernähren sich eher von Brauntangen und größeren Grünalgen.
Durch die altersbedingt sich ändernde Präferenz in der Ernährung gibt es weniger innerartlichen Konkurrenzkampf zwischen Jung- und Alttieren.
Lebensräume

Aplysia punctata kommt im Atlantik bis zu den Kanarischen Inseln, in der Nordsee und im Mittelmeer vor.
Er lebt in küstennahen Flachwassern, als Jungtier eher in tieferen Gebieten mit Rotalgenbewuchs, als Altschnecke bevorzugt in flacheren Gebieten bis hin zu Gezeitengewässern mit Tang- und Grünalgenbewuchs.
Fortbewegung

Aplysia punctata bewegt sich auf dem Fuß gleitend fort, am Boden und auf Pflanzenblättern.
Sie erklettert auch Wasserpflanzen.
Anders als Aplysia fasciata ist Aplysia punctata jedoch nicht als Schwimmer bekannt.
Fortpflanzung

Der Gemeine Seehase ist wie alle Seehasen ein Zwitter und besitzt eine Zwitterdrüse.
Er ist nicht selbstbefruchtend, sondern benötigt einen Partner zur Befruchtung.
Dabei übernimmt ein Tier die Rolle des Männchens, ein anderes die des Weibchens.
Die Genitalöffnung befindet sich auf dem Rücken zwischen den Parapodiallappen.
Von dort leitet eine Spermienkerbe das Sperma zum Penis des als Männchen agierenden Tieres.
Mit dem Penis wird das Sperma dann in die Genitalöffnung des als Weibchen agierenden Tieres eingeführt.
Die Befruchtung erfolgt meist paarweise mit wechselnden Rollen oder sogar in Ketten.
Kurz nach der Befruchtung legen die Seehasen gelblich-braune, gewundene Laichschnüre mit bis zu 135.000 Eiern ab.
Die Laichschnüre werden an festeren Objekten wie Pflanzen oder Gegenständen befestigt und sich dann überlassen.
Geschützt von geleeartigen Hüllen reifen sie und schlüpfen später als Veligerlarven.
Die Larvenphase wird als treibendes Plankton verbracht.
An deren Ende sinken sie zu Boden und beginnen nach einer Metamorphose die letzte
Lebensphase als Jungschnecken am Boden.
Die Reproduktion findet oft in der letzten Lebensphase der Tiere statt.
So wurde beispielsweise an englischen Küsten beobachtet, dass die Aplysia punctata zu bestimmten Zeiten in Küstennähe und an Flussmündungen erscheinen, laichen und dann sterben.
Selbstschutz

Bei Gefahr oder direktem Kontakt stößt Aplysia punctata eine weißlich-violette Flüssigkeit aus.
Darüber nehmen sie mit der Nahrung Farbpigmente der Pflanze mit auf, sodass sie deren Farbe annehmen.
Unterstützt durch die Oberflächenmuster, sind sie daher im Wasser zwischen den Pflanzen kaum wahrzunehmen.
Population

Aplysia punctata treten mitunter, vermutlich bei reichlich vorhandenem Algenwuchs, in großen Populationen auf.
Damit wird die Population aber auch anfällig.
Kippt in den Biotopen der Nahrungszuwachs, kommt es zu Massensterben.
Die Überreste der Tiere werden dann in größeren Mengen an Land gespült.